# Helios-sondes

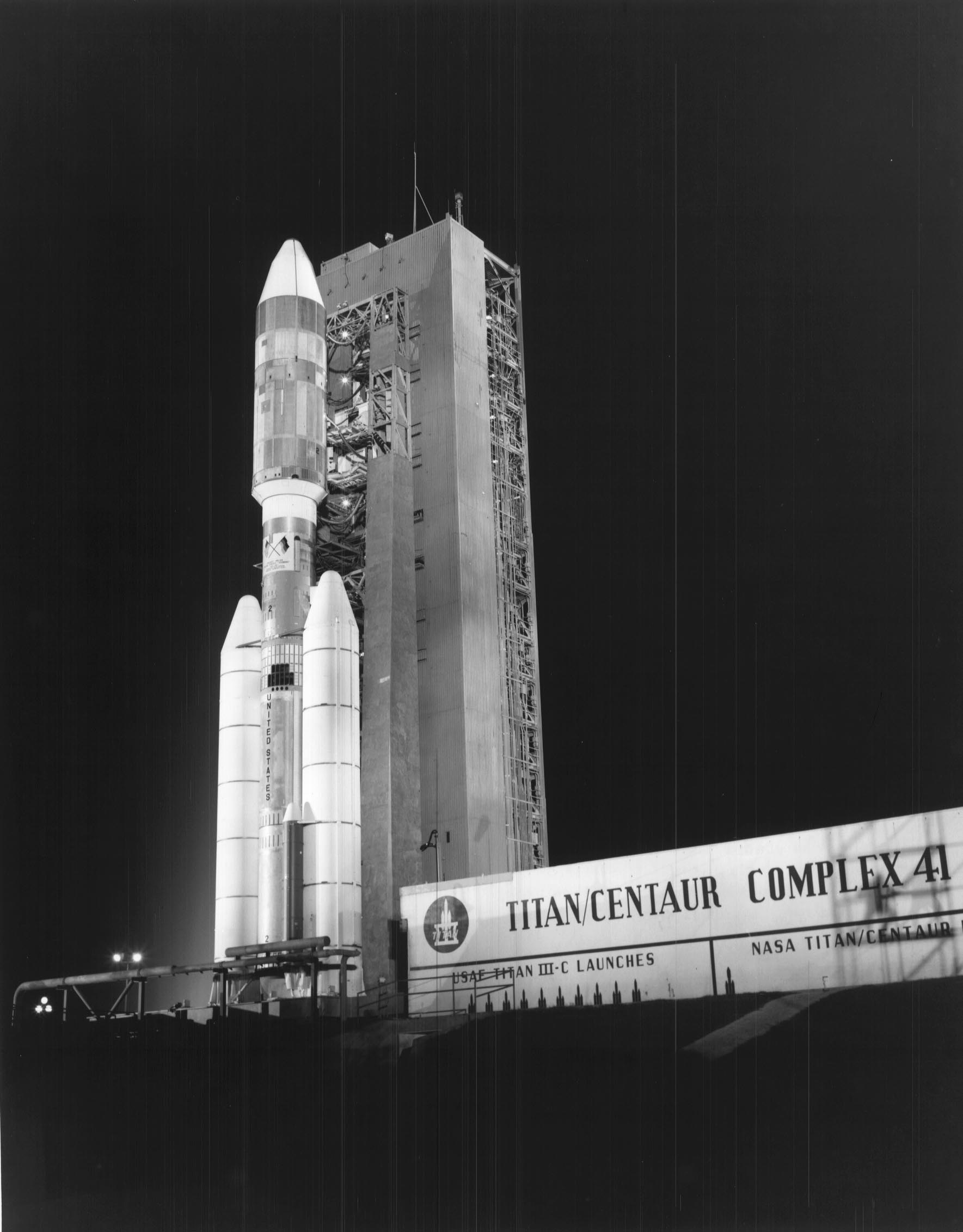
De Helios I boven op een Titan III.

De Helios-sondes waren twee onbemande ruimtesondes, respectievelijk Helios I en Helios II genoemd. Beide werden in een heliocentrische baan gebracht, net binnen de baan van planeet Mercurius, om de zon te kunnen bestuderen. Het Helios-programma was een samenwerkingsproject van West-Duitsland en de NASA.
Beide Helios-sondes werden met een Titan IIIE gelanceerd vanaf Cape Canaveral AFS Lanceercomplex 41, Florida, op respectievelijk 10 december 1974 en 15 januari 1976. De sondes hadden een topsnelheid van 68,6 kilometer per seconde (252.792 kilometer per uur, 0,0002 x de lichtsnelheid), waarmee het de snelste machines ooit door een mens gemaakt werden. Deze recordsnelheid wordt op 5 november 2018 door de Parker Solar Probe overschreden. Helios II vloog drie miljoen kilometer dichter naar de zon dan Helios I.
De Helios-sondes bereikten vroeg in de jaren 80 het eind van hun aanvankelijke missies, maar bleven tot in 1985 gegevens versturen. Ze zijn niet langer functioneel, maar blijven nog altijd in hun baan rondom de zon.
De naam Helios is ook gebruikt voor een experimenteel vliegtuig van NASA, de Helios, en een reeks Franse militaire satellieten, Helios 1B en Helios 2A.